# Gabrijele
Gabrijele este o localitate din comuna Sevnica, Slovenia, cu o populație de 234 de locuitori.